# ラブモア・ヌドゥ
ラブモア・ヌドゥ（Lovemore N'dou、1971年8月16日 - ）は、オーストラリアの男性プロボクサー。元IBF世界スーパーライト級王者。The black panther（黒豹）の異名を持つ。

## 来歴
1971年に南アフリカ共和国で生まれ、プロデビューも1993年4月11日に南アフリカ共和国においてであった。その後、主に祖国を主戦場としていたが1995年にオーストラリアで試合をする。同年に南アフリカ共和国スーパーフェザー級タイトル獲得に失敗すると、祖国を離れオーストラリアへの移住を考える。主戦場もオーストラリアに移し、2002年11月29日にはIBFパンパシフィックスーパーライト級タイトルを獲得した。同タイトルは3度防衛。
2004年2月7日、初めての世界タイトルマッチとしてシャンバ・ミッチェルとIBF暫定タイトルを争うが、12回判定負けしてしまう。同年5月8日にはラスベガスのMGMグランドでミゲール・コットの持つWBCインターナショナルのタイトルにも対戦するが、これも判定負けを喫した。しかし、この試合ではミゲール・コットを相手にいい内容の試合をしたこともあり、逆にアメリカのボクシングファンにヌドゥの名前を印象つけることになった。
2005年2月19日にジュニア・ウィッターとも対戦するが、これも僅差判定で敗れる。しかし、ヌドゥはIBFパンパシフィックの地域タイトルを防衛し続ける ことによってIBFランキングは常に上位をキープした。そのため、2007年2月4日にIBFタイトルの指名挑戦権を獲得するが、ヌドゥとの指名試合をリッキー・ハットンが拒否したため、IBFはリッキー・ハットンのタイトルを剥奪し2月12日にヌドゥが正規王者の認定を受けた。
しかし、同年6月16日の初防衛戦でアメリカ合衆国のポール・マリナッジに12回0-3判定で敗れ、王座陥落した。
2008年5月24日、IBF世界スーパーライト級王者ポール・マリナッジと再戦し、1-2の判定負け。王座返り咲きならず。
2008年11月15日、階級を上げ、IBF世界ウェルター級王座挑戦者決定戦でカーミット・シントロンと対戦し、0-3の判定負け。
2009年7月11日、IBO世界ウェルター級王座決定戦でフィリップ・ヌドゥと対戦し、3-0の判定勝ちで王座を獲得した。

## 獲得タイトル
- IBFパンパシフィックスーパーライト級王座
- IBF世界スーパーライト級王座
- IBO世界ウェルター級王座